# Saint-Yrieix-sur-Charente
Saint-Yrieix-sur-Charente – miejscowość i gmina we Francji, w regionie Nowa Akwitania, w departamencie Charente. Nazwa miejscowości pochodzi od imienia św. Arediusza.
Według danych na rok 1990 gminę zamieszkiwało 6436 osób, a gęstość zaludnienia wynosiła 439 osób/km² (wśród 1467 gmin regionu Poitou-Charentes Saint-Yrieix-sur-Charente plasuje się na 23. miejscu pod względem liczby ludności, natomiast pod względem powierzchni na miejscu 604.).